# Sarah Lyttelton, Baroness Lyttelton

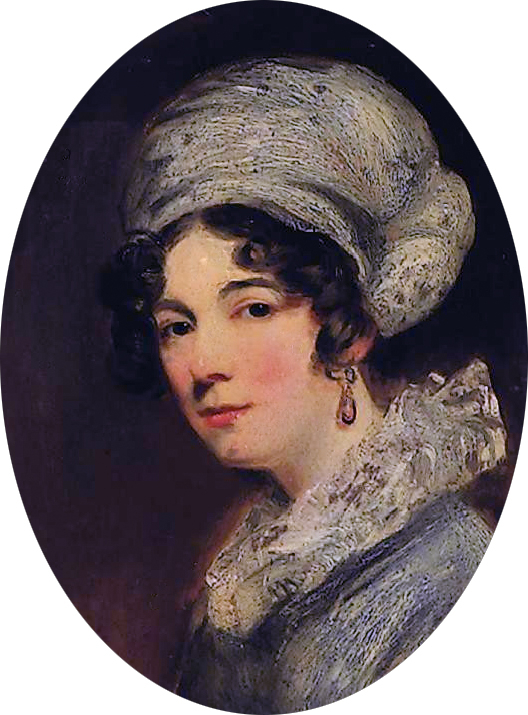
Sarah, Lady Lyttelton (John Jackson)

Sarah Lyttelton, Baroness Lyttelton (geboren als Lady Sarah Spencer; * 29. Juli 1787 in Althorp, Northamptonshire im Vereinigten Königreich; † 13. April 1870 in Hagley) war eine britische Hofdame, die Erzieherin von Eduard VII. und die Ehefrau von William Lyttelton, 3. Baron Lyttelton.

## Familie
Sie wurde als älteste Tochter des Politikers George Spencer, 2. Earl Spencer (1758–1834) und Lady Lavinia Bingham (1762–1831) geboren. Im März 1813 heiratete sie William Henry Lyttelton, 3. Baron Lyttelton (1782–1837). Aus der Ehe gingen zwei Töchter, Caroline (1816–1902) und Lavinia (1821–1850), und drei Söhne, George (1817–1876), Spencer (1818–1889) und William (1820–1884) hervor. Am 25. Juli 1839 heiratete ihr ältester Sohn George (damals 4. Baron) Maria, die Tochter von Sir Stephen Glynne. Die Hochzeit fand in Hawarden, dem Besitz von William Ewart Gladstone, statt. der gleichzeitig Marias Schwester Catherine heiratete. George wurde ein wie sein Vater ein angesehener klassischer Gelehrter, allerdings beging im Jahr 1876 Selbstmord, indem er sich die Treppe hinunterstürzte. Sarahs Tochter Lavinia heiratete später Reverend Henry Glynne, den Bruder von Catherine und Mary Glynne.

## Hofdame
Sarah Lyttelton wurde 1837 Witwe und kurz danach wurde ihr das Amt einer Hofdame bei Queen Victoria angeboten. Im Laufe der Zeit verdiente sich Lyttelton den Respekt der Königin und des Prinzgemahls und im April 1843 wurde sie die Gouvernante der königlichen Kinder, die sie „Laddle“ nannten, auch als sie älter waren.
Sie war auch Lady of the Bedchamber von Queen Victoria.